# مارکوس شولتس
مارکوس شولتس (انگلیسی: Markus Scholz؛ زادهٔ ۱۷ مهٔ ۱۹۸۸) بازیکن فوتبال اهل آلمان است.
از باشگاه‌هایی که در آن بازی کرده‌است می‌توان به باشگاه فوتبال دینامو درسدن و باشگاه فوتبال بوخوم اشاره کرد.